# Заможное (Одесская область)
Заможное (укр. Заможне, до 2016 г. — Незаможник) — село, относится к Великомихайловскому району Одесской области Украины.
Население по переписи 2001 года составляло 355 человек. Почтовый индекс — 67154. Телефонный код — 8-04859. Занимает площадь 0,54 км². Код КОАТУУ — 5121683708.

## Местный совет
67154, Одесская обл., Великомихайловский р-н, с. Першотравневое, ул. Димитрова, 3